# Epilobium oreganum
Epilobium oreganum är en dunörtsväxtart som beskrevs av Edward Lee Greene. Epilobium oreganum ingår i släktet dunörter, och familjen dunörtsväxter. Inga underarter finns listade i Catalogue of Life.

## Bildgalleri

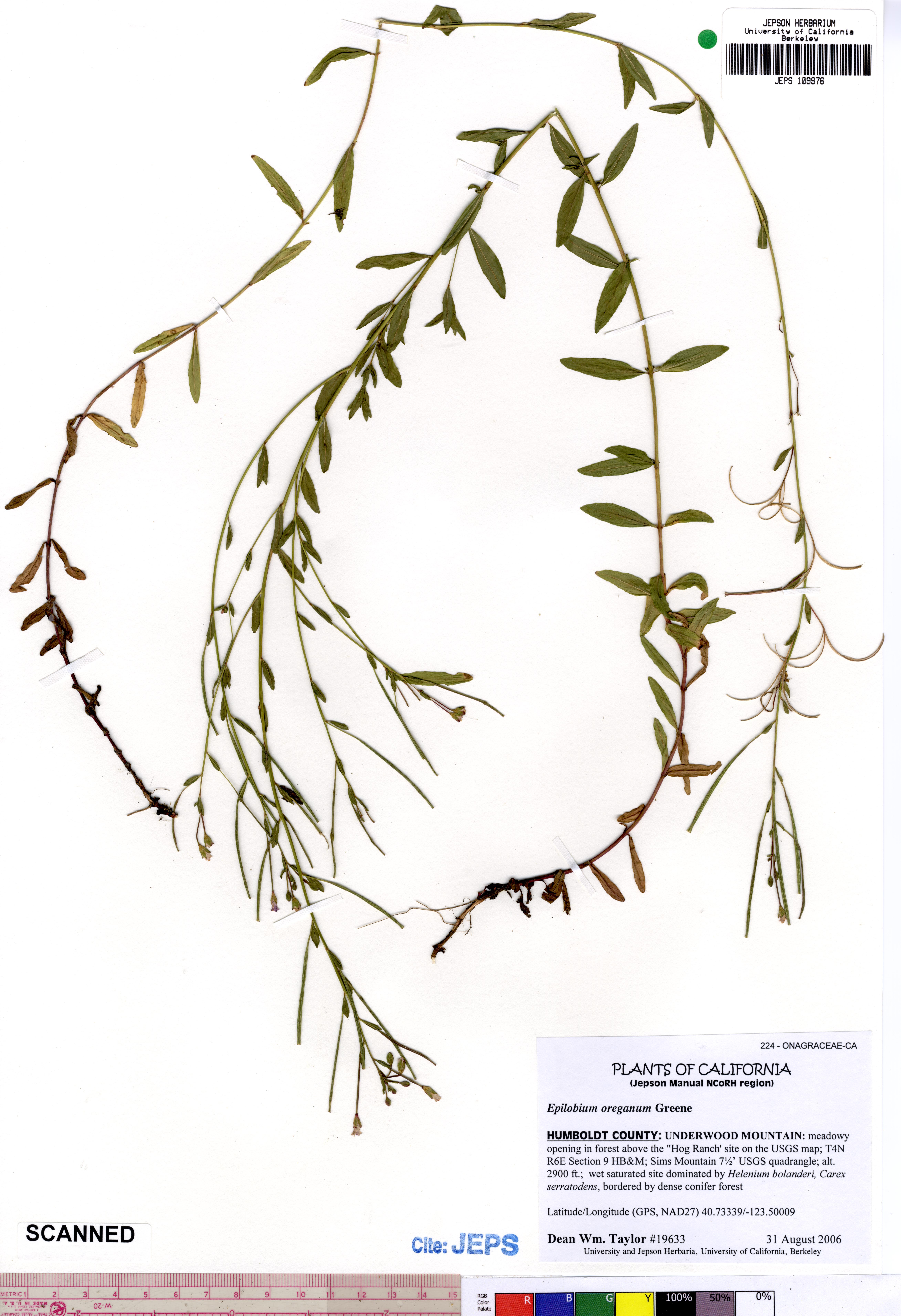